# لولوبة سيبيرية
لولوبة سيبيرية (الاسم العلمي:Spiranthes siberica) هي نوع غير مؤكد من النباتات يتبع جنس اللولوبة من الفصيلة السحلبية.